# Всемирная столица книги
Успех отмечаемого с 1996 года Всемирного дня книг и авторского права побудил ЮНЕСКО разработать идею Всемирной столицы книги, выбрав Мадрид в качестве столицы на 2001 год. Мероприятие имело большой успех, поэтому Генеральная конференция ЮНЕСКО приняла решение сделать назначение Всемирной столицы книги ежегодным мероприятием.
ЮНЕСКО пригласило Международную ассоциацию издателей, Международную федерацию библиотечных ассоциаций и учреждений и Международную федерацию книготорговцев принять участие в процессе выдвижения кандидатур, чтобы обеспечить участие трех крупнейших отраслей книжного дела в принятии решения.
Номинация не предусматривает никакой финансовой премии, скорее она признает лучшие программы, посвященные книгам и чтению.

## Критерии номинации
Комитет по выдвижению кандидатур приветствует программы (представленные или поддержанные мэром города, подающим заявку), которые поощряют и способствуют чтению. Программы должны будут продолжаться с одного Всемирного дня книг и авторского права до следующего. Комитет по выдвижению кандидатур обращает внимание на определенные критерии:
- степень участия на всех уровнях (от муниципального до международного)
- потенциальный эффект от программы
- размах и качество предлагаемых кандидатами мероприятий, а также степень охвата в них писателей, издателей, книготорговцев и библиотек
- любые другие проекты, популяризирующие книги и чтение
- степень соблюдения программой принципов свободы слова, зафиксированных уставом ЮНЕСКО, а также статьями 19 и 27 Всеобщей декларации прав человека и Соглашением о ввозе материалов образовательного, научного и культурного характера

## Города – всемирные столицы книги
Следующие города были выбраны как всемирные столицы книги:
| Год  | Город          | Страна           |
| ---- | -------------- | ---------------- |
| 2001 | Мадрид         | Испания          |
| 2002 | Александрия    | Египет           |
| 2003 | Нью-Дели       | Индия            |
| 2004 | Антверпен      | Бельгия          |
| 2005 | Монреаль       | Канада           |
| 2006 | Турин          | Италия           |
| 2007 | Богота         | Колумбия         |
| 2008 | Амстердам      | Нидерланды       |
| 2009 | Бейрут         | Ливан            |
| 2010 | Любляна        | Словения         |
| 2011 | Буэнос-Айрес   | Аргентина        |
| 2012 | Ереван         | Армения          |
| 2013 | Бангкок        | Таиланд          |
| 2014 | Порт-Харкорт   | Нигерия          |
| 2015 | Инчхон         | Республика Корея |
| 2016 | Вроцлав        | Польша           |
| 2017 | Конакри        | Гвинея           |
| 2018 | Афины          | Греция           |
| 2019 | Шарджа         | ОАЭ              |
| 2020 | Куала-Лумпур   | Малайзия         |
| 2021 | Тбилиси        | Грузия           |
| 2022 | Гвадалахара    | Мексика          |
| 2023 | Аккра          | Гана             |
| 2024 | Страсбург      | Франция          |
| 2025 | Рио-де-Жанейро | Бразилия         |